# Zsák Károly
Zsák Károly (Budapest, 1895. augusztus 30. – Budapest, 1944. november 2.) labdarúgó, korának világhírű kapusa.
Ideális testfelépítéssel rendelkezett. Mozgása harmonikus, esztétikus, látványos és hallatlanul eredményes volt. Bátorságát és gyorsaságát párducszerű ruganyossággal egészítette ki. Kiváló ütemérzékkel avatkozott a játékba, magabiztos labdafogás, pontos öklözés, biztos kifutások és vetődések jellemezték munkáját. Sok későbbi kapus számára jelentett mintát stílusa, szinte új iskolát teremtett.

## Pályafutása
1909-ben már az MTK csapatában szerepelt, innen került a 33 FC-be, ahol két évtizeden át védett. Csapatához még, akkor is hű maradt, amikor az kiesett az első osztályból.
Kiválóan értékesítette a büntetőket. Klubjában közel negyven gólt szerzett tizenegyesből, a válogatottban erre nem volt lehetősége.
A húszas évek elején eltört az egyik ujja és nem jött rendbe teljesen. Éveken át fájdalmakat okozott és végül amputálni kellett, de a fájdalmak közepette, később négy ujjal is ugyanolyan teljesítményt nyújtva őrizte kapuját, mint előtte.
17 éves korában került be a válogatott csapatba, melynek 30 alkalommal volt tagja. Részt vett az 1912. évi nyári olimpiai játékokon és az 1924. évi nyári olimpiai játékok labdarúgó tornáján, de nem lépett pályára. Összesen 36 gólt kapott, ebből négyet tizenegyesből.
1927-ben az orvosok eltiltották a labdarúgástól. 1944-ben fiatalon hunyt el.
Sírja a Farkasréti temetőben van. (10/1-1-164)

## Irodalom

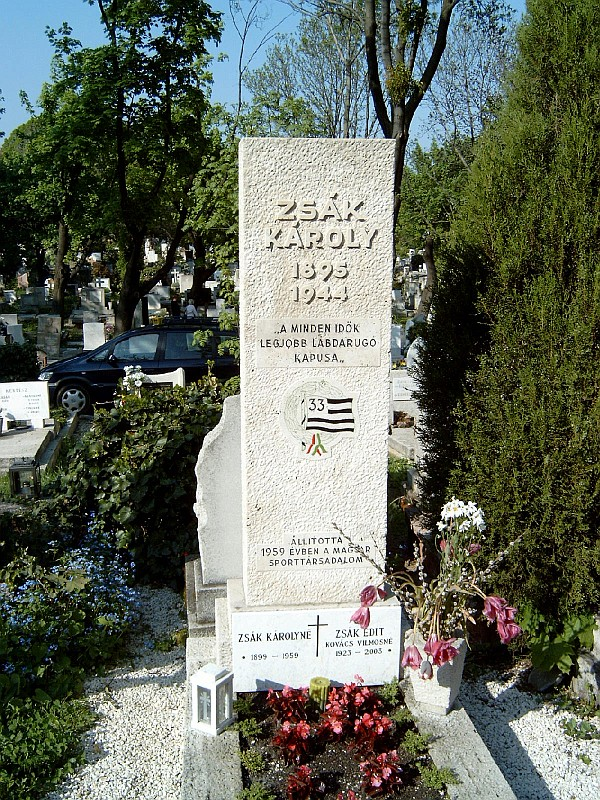
Zsák Károly sírja Budapesten. Farkasréti temető 10/1-1-164.

## Statisztika

### Mérkőzései a válogatottban
| Magyarország | Magyarország         | Magyarország                    | Magyarország | Magyarország | Magyarország  | Magyarország  | Magyarország | Magyarország |
| #            | Dátum                | Helyszín                        | Hazai        | Eredmény     | Vendég        | Kiírás        | Gólok        | Esemény      |
| ------------ | -------------------- | ------------------------------- | ------------ | ------------ | ------------- | ------------- | ------------ | ------------ |
| 1.           | 1912. július 12.     | Moszkva, SZKSZ-stadion          | Oroszország  | 0 – 9        | Magyarország  | barátságos    | -            |              |
| 2.           | 1912. július 14.     | Moszkva, SZKSZ-stadion          | Oroszország  | 0 – 12       | Magyarország  | barátságos    | -            |              |
| 3.           | 1912. november 3.    | Budapest, Üllői úti pálya       | Magyarország | 4 – 0        | Ausztria      | Wagner-serleg | -            |              |
| 4.           | 1913. április 27.    | Bécs, WAC-Platz                 | Ausztria     | 1 – 4        | Magyarország  | Wagner-serleg | -            |              |
| 5.           | 1913. május 18.      | Budapest, Üllői úti pálya       | Magyarország | 2 – 0        | Svédország    | barátságos    | -            |              |
| 6.           | 1913. október 26.    | Budapest, Hungária körúti pálya | Magyarország | 4 – 3        | Ausztria      | Wagner-serleg | -            |              |
| 7.           | 1914. május 3.       | Bécs, WAC-Platz                 | Ausztria     | 2 – 0        | Magyarország  | Wagner-serleg | -            |              |
| 8.           | 1914. május 31.      | Budapest, Üllői úti pálya       | Magyarország | 5 – 1        | Franciaország | barátságos    | -            |              |
| 9.           | 1914. június 21.     | Stockholm, Råsunda              | Svédország   | 1 – 1        | Magyarország  | barátságos    | -            |              |
| 10.          | 1914. október 4.     | Budapest, Üllői úti pálya       | Magyarország | 2 – 2        | Ausztria      | barátságos    | -            |              |
| 11.          | 1914. november 8.    | Bécs, WAC-Platz                 | Ausztria     | 1 – 2        | Magyarország  | barátságos    | -            |              |
| 12.          | 1915. május 2.       | Budapest, Hungária körúti pálya | Magyarország | 2 – 5        | Ausztria      | barátságos    | -            |              |
| 13.          | 1915. november 7.    | Budapest, Üllői úti pálya       | Magyarország | 6 – 2        | Ausztria      | barátságos    | -            |              |
| 14.          | 1918. június 2.      | Bécs, WAC-Platz                 | Ausztria     | 0 – 2        | Magyarország  | barátságos    | -            |              |
| 15.          | 1918. október 6.     | Bécs, WAC-Platz                 | Ausztria     | 0 – 3        | Magyarország  | barátságos    | -            |              |
| 16.          | 1919. április 6.     | Budapest, Üllői úti pálya       | Magyarország | 2 – 1        | Ausztria      | barátságos    | -            |              |
| 17.          | 1919. október 5.     | Bécs, WAC-Platz                 | Ausztria     | 2 – 0        | Magyarország  | barátságos    | -            |              |
| 18.          | 1919. november 9.    | Budapest, Hungária körúti pálya | Magyarország | 3 – 2        | Ausztria      | barátságos    | -            |              |
| 19.          | 1920. október 24.    | Berlin, Deutsches Stadion       | Németország  | 1 – 0        | Magyarország  | barátságos    | -            |              |
| 20.          | 1920. november 7.    | Budapest, Hungária körúti pálya | Magyarország | 1 – 2        | Ausztria      | barátságos    | -            |              |
| 21.          | 1921. november 6.    | Budapest, Üllői úti pálya       | Magyarország | 4 – 2        | Svédország    | barátságos    | -            |              |
| 22.          | 1921. december 18.   | Budapest, Hungária körúti pálya | Magyarország | 1 – 0        | Lengyelország | barátságos    | -            | 46'          |
| 23.          | 1923. augusztus 19.  | Budapest, Üllői úti pálya       | Magyarország | 3 – 1        | Finnország    | barátságos    | -            |              |
| 24.          | 1924. április 6.     | Budapest, Hungária körúti pálya | Magyarország | 7 – 1        | Olaszország   | barátságos    | -            |              |
| 25.          | 1924. szeptember 14. | Bécs, Hohe Warte                | Ausztria     | 2 – 1        | Magyarország  | barátságos    | -            |              |
| 26.          | 1924. szeptember 21. | Budapest, Üllői úti pálya       | Magyarország | 4 – 1        | Németország   | barátságos    | -            | 30'          |
| 27.          | 1925. január 18.     | Milánó, Campo Milan             | Olaszország  | 1 – 2        | Magyarország  | barátságos    | -            |              |
| 28.          | 1925. szeptember 20. | Budapest, Üllői úti pálya       | Magyarország | 1 – 1        | Ausztria      | barátságos    | -            |              |
| 29.          | 1925. október 4.     | Budapest, Üllői úti pálya       | Magyarország | 0 – 1        | Spanyolország | barátságos    | -            |              |
| 30.          | 1925. november 8.    | Budapest, Üllői úti pálya       | Magyarország | 1 – 1        | Olaszország   | barátságos    | -            | 51'          |
|              | Összesen             |                                 |              | 30           | mérkőzés      |               | 0            | gól          |